# Ekmania lepidota
Ekmania lepidota là một loài thực vật có hoa trong họ Cúc. Loài này được (Griseb.) Britton mô tả khoa học đầu tiên năm 1919.